# Curling aux Jeux olympiques de la jeunesse d'hiver de 2024
Navigation
2020 2028
Les épreuves de curling aux Jeux olympiques de la jeunesse d'hiver de 2024 ont lieu du 20 janvier au 1er février 2024 au Centre de curling de Gangneung en Corée du Sud.
Deux tournois sont organisés : un championnat par équipes mixtes réunissant 16 équipes et un championnat en double mixte réunissant 24 duos.

## Qualifications
Les équipes se qualifient grâce aux points gagnés aux championnats du monde juniors 2023 et sur le circuit de coupe du monde junior 2022-23, via également une place de quota continental ou en tant que CNO avec le plus de points en dehors de ces critères initiaux.
Les points de qualification de la Grande-Bretagne sont ceux de l'équipe d'Écosse.
| Zone           | Équipe mixte                                                           | Double mixte |
| -------------- | ---------------------------------------------------------------------- | --- |
| Pays hôte      | Corée du Sud                                                           | Corée du Sud |
| Europe         | Grande-Bretagne Norvège Allemagne Suisse Suède Turquie Italie Danemark | Grande-Bretagne Norvège Allemagne Suisse Suède Turquie Italie Danemark Lettonie Tchéquie Ukraine Hongrie Slovénie Autriche |
| Asie           | Chine Japon                                                            | Chine Japon Kazakhstan |
| Asie orientale |                                                                        | Qatar |
| Amériques      | États-Unis Canada Brésil                                               | États-Unis Canada Brésil                                                                                                   |
| Afrique        | Nigeria                                                                | Nigeria |
| Océanie        | Nouvelle-Zélande                                                       | Nouvelle-Zélande |

## Résultats
| Épreuve      | Or                                                                       | Argent                                                                       | Bronze                                                                  |
| ------------ | ------------------------------------------------------------------------ | ---------------------------------------------------------------------------- | ----------------------------------------------------------------------- |
| Équipe mixte | Grande-Bretagne- Logan Carson - Tia Laurie - Archie Hyslop - Holly Burke | Danemark- Jacob Schmidt - Katrine Schmidt - Nikki Jensen - Emilie Holtermann | Suisse- Nathan Dryburgh - Alissa Rudolf - Livio Ernst - Jana Soltermann |
| Double mixte | Grande-Bretagne- Callie Soutar - Ethan Brewster                          | Danemark- Katrine Schmidt - Jacob Schmidt                                    | États-Unis- Ella Wendling - Benji Paral                                 |

## Tournoi par équipe

### Round Robin
| Place | Pays             | Skip                | V | D | PP | PC  | Ends V | Ends D | Ends nuls | Ends volés | Shot % |
| ----- | ---------------- | ------------------- | - | - | -- | --- | ------ | ------ | --------- | ---------- | ------ |
| 1     | Chine            | Li Zetai            | 6 | 1 | 65 | 25  | 28     | 17     | 0         | 12         | 59,04  |
| 2     | États-Unis       | Kenna Ponzio        | 6 | 1 | 68 | 26  | 31     | 16     | 1         | 15         | 51,38  |
| 3     | Japon            | Kaito Fujii         | 5 | 2 | 64 | 26  | 27     | 17     | 2         | 11         | 39,53  |
| 4     | Suède            | Vilmer Nygren       | 5 | 2 | 55 | 42  | 27     | 19     | 5         | 10         | 58,05  |
| 5     | Norvège          | Alexander Johansen  | 3 | 4 | 49 | 39  | 25     | 19     | 2         | 11         | 65,33  |
| 6     | Turquie          | Muhammed Taha Zenit | 2 | 5 | 41 | 40  | 16     | 26     | 5         | 5          | 82,17  |
| 7     | Nouvelle-Zélande | Jed Nevill          | 1 | 6 | 27 | 44  | 18     | 23     | 3         | 6          | 86,52  |
| 8     | Nigeria          | Goodnews Charles    | 0 | 7 | 6  | 133 | 4      | 39     | 1         | 0          | 199,60 |

| Place | Pays            | Skip            | V | D | PP | PC | Ends V | Ends D | Ends nuls | Ends volés | Shot % |
| ----- | --------------- | --------------- | - | - | -- | -- | ------ | ------ | --------- | ---------- | ------ |
| 1     | Grande-Bretagne | Logan Carson    | 6 | 1 | 44 | 30 | 26     | 21     | 4         | 7          | 51,75  |
| 2     | Danemark        | Jacob Schmidt   | 5 | 2 | 48 | 28 | 27     | 20     | 2         | 9          | 34,70  |
| 3     | Suisse          | Nathan Dryburgh | 4 | 3 | 52 | 35 | 25     | 23     | 5         | 7          | 39,96  |
| 4     | Italie          | Andrea Gilli    | 4 | 3 | 46 | 38 | 29     | 23     | 3         | 7          | 50,58  |
| 5     | Corée du Sud    | Kim Dae-hyun    | 4 | 3 | 48 | 33 | 24     | 22     | 3         | 8          | 109,88 |
| 6     | Canada          | Nathan Gray     | 3 | 4 | 40 | 34 | 24     | 20     | 3         | 11         | 35,43  |
| 7     | Brésil          | Pedro Ribeiro   | 1 | 6 | 17 | 81 | 13     | 31     | 0         | 2          | 103,39 |
| 8     | Allemagne       | Lukas Jäger     | 1 | 6 | 30 | 46 | 19     | 27     | 2         | 5          | 68,51  |

### Play-offs
|  | Qualification    | Qualification    |                 |                        | Demi-finales    | Demi-finales    |  |  | Finale           | Finale           |
|  | Qualification    | Qualification    |                 |                        | Demi-finales    | Demi-finales    |  |  | Finale           | Finale           |
|  |                  |                  |                 |                        |                 |                 |  |  |                  |                  |
|  | 24 janvier 19:00 | 24 janvier 19:00 |                 |                        | 25 janvier 9:00 | 25 janvier 9:00 |  |  | 25 janvier 18:00 | 25 janvier 18:00 |
|  | 24 janvier 19:00 | 24 janvier 19:00 |                 |                        | 25 janvier 9:00 | 25 janvier 9:00 |  |  | 25 janvier 18:00 | 25 janvier 18:00 |
|  | 24 janvier 19:00 | 24 janvier 19:00 | Chine           | 4                      |                 |                 |  |  | 25 janvier 18:00 | 25 janvier 18:00 |
|  | Danemark         | 8                | Chine           | 4                      |                 |                 |  |  | 25 janvier 18:00 | 25 janvier 18:00 |
|  | Danemark         | 8                | Danemark        | 6                      |                 |                 |  |  | 25 janvier 18:00 | 25 janvier 18:00 |
|  | Japon            | 3                | Danemark        | 6                      |                 |                 |  |  | 25 janvier 18:00 | 25 janvier 18:00 |
|  | Japon            | 3                | 25 janvier 9:00 | 25 janvier 9:00        | Danemark        | 5               |  |  |                  |                  |
|  | 24 janvier 19:00 |                  | 25 janvier 9:00 | 25 janvier 9:00        | Danemark        | 5               |  |  |                  |                  |
|  |                  | Grande-Bretagne  | 25 janvier 9:00 | 25 janvier 9:00        | 7               |                 |  |  |                  |                  |
|  | États-Unis       | Grande-Bretagne  | 25 janvier 9:00 | 25 janvier 9:00        | 7               | 3               |  |  |                  |                  |
|  | États-Unis       | Grande-Bretagne  | 8               |                        |                 | 3               |  |  |                  |                  |
|  | Suisse           | Grande-Bretagne  | 8               | 4                      |                 |                 |  |  |                  |                  |
|  | Suisse           | Suisse           | 6               | 4                      |                 |                 |  |  |                  |                  |
|  |                  | Suisse           | 6               | Match pour la 3e place |                 |                 |  |  |                  |                  |
|  |                  |                  |                 |                        |                 |                 |  |  |                  |                  |
|  | 25 janvier 14:30 |                  |                 |                        |                 |                 |  |  |                  |                  |
|  |                  |                  |                 |                        |                 |                 |  |  |                  |                  |
|  | Chine            | 8                |                 |                        |                 |                 |  |  |                  |                  |
|  | Chine            | 8                |                 |                        |                 |                 |  |  |                  |                  |
|  | Suisse           | 10               |                 |                        |                 |                 |  |  |                  |                  |
|  | Suisse           | 10               |                 |                        |                 |                 |  |  |                  |                  |

| Qualification A     | 1 | 2 | 3 | 4 | 5 | 6 | 7 | 8 | Total |
| ------------------- | - | - | - | - | - | - | - | - | ----- |
| États-Unis (Ponzio) | 0 | 2 | 0 | 0 | 0 | 1 | 0 | 0 | 3     |
| Suisse (Dryburgh)   | 0 | 0 | 1 | 1 | 0 | 0 | 2 | 0 | 4     |

| Qualification C    | 1 | 2 | 3 | 4 | 5 | 6 | 7 | 8 | Total |
| ------------------ | - | - | - | - | - | - | - | - | ----- |
| Danemark (Schmidt) | 2 | 1 | 1 | 0 | 3 | 0 | 1 | X | 8     |
| Japon (Fujii)      | 0 | 0 | 0 | 1 | 0 | 2 | 0 | X | 3     |

| Demi-finale A      | 1 | 2 | 3 | 4 | 5 | 6 | 7 | 8 | Total |
| ------------------ | - | - | - | - | - | - | - | - | ----- |
| Chine (Li)         | 2 | 0 | 1 | 0 | 0 | 1 | 0 | 0 | 4     |
| Danemark (Schmidt) | 0 | 2 | 0 | 2 | 1 | 0 | 0 | 1 | 6     |

| Demi-finale C            | 1 | 2 | 3 | 4 | 5 | 6 | 7 | 8 | Total |
| ------------------------ | - | - | - | - | - | - | - | - | ----- |
| Grande-Bretagne (Carson) | 3 | 0 | 2 | 0 | 1 | 0 | 2 | 0 | 8     |
| Suisse (Dryburgh)        | 0 | 1 | 0 | 1 | 0 | 3 | 0 | 1 | 6     |

| Match pour la médaille de bronze | 1 | 2 | 3 | 4 | 5 | 6 | 7 | 8 | 9 | Total |
| -------------------------------- | - | - | - | - | - | - | - | - | - | ----- |
| Chine (Li)                       | 1 | 0 | 0 | 3 | 0 | 1 | 0 | 3 | 0 | 8     |
| Suisse (Dryburgh)                | 0 | 2 | 0 | 0 | 4 | 0 | 2 | 0 | 2 | 10    |

| Finale                   | 1 | 2 | 3 | 4 | 5 | 6 | 7 | 8 | 9 | Total |
| ------------------------ | - | - | - | - | - | - | - | - | - | ----- |
| Danemark (Schmidt)       | 0 | 4 | 0 | 0 | 0 | 0 | 0 | 1 | 0 | 5     |
| Grande-Bretagne (Carson) | 1 | 0 | 1 | 1 | 1 | 0 | 1 | 0 | 2 | 7     |

## Tournoi double mixte

### Round Robin
| Place | Pays            | V | D | Shot % |
| ----- | --------------- | - | - | ------ |
| 1     | Grande-Bretagne | 4 | 1 | 40.06  |
| 2     | Tchéquie        | 4 | 1 | 42.84  |
| 3     | Canada          | 3 | 2 | 54.69  |
| 4     | Hongrie         | 2 | 3 | 89.06  |
| 5     | Corée du Sud    | 2 | 3 | 38.09  |
| 6     | Nigeria         | 0 | 5 | 168.42 |

| Place | Pays       | V | D | Shot % |
| ----- | ---------- | - | - | ------ |
| 1     | États-Unis | 5 | 0 | 61.18  |
| 2     | Suède      | 4 | 1 | 78.69  |
| 3     | Norvège    | 3 | 2 | 34.37  |
| 4     | Slovénie   | 2 | 3 | 112.84 |
| 5     | Ukraine    | 1 | 4 | 74.81  |
| 6     | Qatar      | 0 | 5 | 155.39 |

| Place | Pays             | V | D | Shot % |
| ----- | ---------------- | - | - | ------ |
| 1     | Chine            | 5 | 0 | 56.80  |
| 2     | Japon            | 4 | 1 | 38.84  |
| 3     | Lettonie         | 3 | 2 | 77.39  |
| 4     | Turquie          | 2 | 3 | 89.37  |
| 5     | Nouvelle-Zélande | 1 | 4 | 94.80  |
| 6     | Brésil           | 0 | 5 | 112.92 |

| Place | Pays       | V | D | Shot % |
| ----- | ---------- | - | - | ------ |
| 1     | Danemark   | 4 | 1 | 30.64  |
| 2     | Allemagne  | 4 | 1 | 31.04  |
| 3     | Suisse     | 4 | 1 | 79.90  |
| 4     | Autriche   | 2 | 3 | 40.68  |
| 5     | Kazakhstan | 1 | 4 | 44.33  |
| 6     | Autriche   | 0 | 5 | 107.78 |

### Play-offs
|  | Qualification    | Qualification    |                 |                 | Demi-finales           | Demi-finales           |   |  | Finale          | Finale          |
|  | Qualification    | Qualification    |                 |                 | Demi-finales           | Demi-finales           |   |  | Finale          | Finale          |
|  |                  |                  |                 |                 |                        |                        |   |  |                 |                 |
|  | 31 janvier 19:00 | 31 janvier 19:00 |                 |                 | 1 février 9:00         | 1 février 9:00         |   |  | 2 février 18:00 | 2 février 18:00 |
|  | 31 janvier 19:00 | 31 janvier 19:00 |                 |                 | 1 février 9:00         | 1 février 9:00         |   |  | 2 février 18:00 | 2 février 18:00 |
|  | Grande-Bretagne  | 7                |                 |                 | 1 février 9:00         | 1 février 9:00         |   |  | 2 février 18:00 | 2 février 18:00 |
|  | Grande-Bretagne  | 7                |                 |                 | 1 février 9:00         | 1 février 9:00         |   |  | 2 février 18:00 | 2 février 18:00 |
|  | Allemagne        | 5                |                 |                 | 1 février 9:00         | 1 février 9:00         |   |  | 2 février 18:00 | 2 février 18:00 |
|  | Allemagne        | 5                | Grande-Bretagne | 6               |                        |                        |   |  | 2 février 18:00 | 2 février 18:00 |
|  | 31 janvier 19:00 |                  | Grande-Bretagne | 6               |                        |                        |   |  | 2 février 18:00 | 2 février 18:00 |
|  |                  | Suède            | 5               |                 |                        |                        |   |  | 2 février 18:00 | 2 février 18:00 |
|  | Chine            | Suède            | 5               | 6               |                        |                        |   |  | 2 février 18:00 | 2 février 18:00 |
|  | Chine            |                  |                 | 6               |                        |                        |   |  | 2 février 18:00 | 2 février 18:00 |
|  | Suède            | 9                |                 |                 |                        |                        |   |  | 2 février 18:00 | 2 février 18:00 |
|  | Suède            | 9                | Grande-Bretagne | 7               |                        |                        |   |  |                 |                 |
|  | 31 janvier 19:00 |                  | Grande-Bretagne | 7               |                        |                        |   |  |                 |                 |
|  |                  | Danemark         | 6               |                 |                        |                        |   |  |                 |                 |
|  | États-Unis       | Danemark         | 6               | 8               |                        |                        |   |  |                 |                 |
|  | États-Unis       | 1 février 9:00   |                 | 8               |                        |                        |   |  |                 |                 |
|  | Tchéquie         | 7                |                 |                 |                        |                        |   |  |                 |                 |
|  | Tchéquie         | 7                | États-Unis      | 5               |                        |                        |   |  |                 |                 |
|  | 31 janvier 19:00 | 31 janvier 19:00 | États-Unis      | 5               | Match pour la 3e place | Match pour la 3e place |   |  |                 |                 |
|  | 31 janvier 19:00 | 31 janvier 19:00 |                 | Danemark        | Match pour la 3e place | Match pour la 3e place | 6 |  |                 |                 |
|  | Danemark         | 9                | 2 février 14:30 | 2 février 14:30 |                        |                        | 6 |  |                 |                 |
|  | Danemark         | 9                | 2 février 14:30 | 2 février 14:30 |                        |                        |   |  |                 |                 |
|  | Japon            | 7                |                 | Suède           | 4                      |                        |   |  |                 |                 |
|  | Japon            | 7                |                 | Suède           | 4                      |                        |   |  |                 |                 |
|  |                  |                  |                 |                 |                        |                        |   |  | États-Unis      | 7               |
|  |                  |                  |                 |                 |                        |                        |   |  | États-Unis      | 7               |

| Quart-de-finale A        | 1 | 2 | 3 | 4 | 5 | 6 | 7 | 8 | Total |
| ------------------------ | - | - | - | - | - | - | - | - | ----- |
| Chine (Gong / Xu)        | 0 | 2 | 0 | 0 | 1 | 0 | 3 | 0 | 6     |
| Suède (Roxin / Meyerson) | 4 | 0 | 1 | 1 | 0 | 2 | 0 | 1 | 9     |

| Quart-de-finale B                   | 1 | 2 | 3 | 4 | 5 | 6 | 7 | 8 | Total |
| ----------------------------------- | - | - | - | - | - | - | - | - | ----- |
| Grande-Bretagne (Soutar / Brewster) | 2 | 0 | 2 | 0 | 0 | 2 | 0 | 1 | 7     |
| Allemagne (Sutor / Angrick)         | 0 | 1 | 0 | 1 | 1 | 0 | 2 | 0 | 5     |

| Quart-de-finale C             | 1 | 2 | 3 | 4 | 5 | 6 | 7 | 8 | Total |
| ----------------------------- | - | - | - | - | - | - | - | - | ----- |
| États-Unis (Wendling / Paral) | 1 | 0 | 0 | 0 | 2 | 1 | 0 | 4 | 8     |
| Tchéquie (Zelingrová / Bláha) | 0 | 1 | 1 | 1 | 0 | 0 | 4 | 0 | 7     |

| Quart-de-finale D            | 1 | 2 | 3 | 4 | 5 | 6 | 7 | 8 | Total |
| ---------------------------- | - | - | - | - | - | - | - | - | ----- |
| Danemark (Schmidt / Schmidt) | 0 | 0 | 4 | 2 | 0 | 0 | 3 | 0 | 9     |
| Japon (Tanaka / Kawai)       | 1 | 1 | 0 | 0 | 3 | 1 | 0 | 1 | 7     |

| Demi-finale A                 | 1 | 2 | 3 | 4 | 5 | 6 | 7 | 8 | Total |
| ----------------------------- | - | - | - | - | - | - | - | - | ----- |
| États-Unis (Wendling / Paral) | 1 | 0 | 1 | 1 | 0 | 1 | 1 | 0 | 5     |
| Danemark (Schmidt / Schmidt)  | 0 | 2 | 0 | 0 | 3 | 0 | 0 | 1 | 6     |

| Demi-finale C                       | 1 | 2 | 3 | 4 | 5 | 6 | 7 | 8 | Total |
| ----------------------------------- | - | - | - | - | - | - | - | - | ----- |
| Grande-Bretagne (Soutar / Brewster) | 1 | 1 | 1 | 0 | 0 | 2 | 0 | 1 | 6     |
| Suède (Roxin / Meyerson)            | 0 | 0 | 0 | 2 | 1 | 0 | 2 | 0 | 5     |

| Match pour la médaille de bronze | 1 | 2 | 3 | 4 | 5 | 6 | 7 | 8 | 9 | Total |
| -------------------------------- | - | - | - | - | - | - | - | - | - | ----- |
| Suède (Roxin / Meyerson)         | 1 | 0 | 1 | 1 | 1 | 0 | 0 | 0 | 0 | 4     |
| États-Unis (Wendling / Paral)    | 0 | 1 | 0 | 0 | 0 | 1 | 1 | 1 | 3 | 7     |

| Finale                              | 1 | 2 | 3 | 4 | 5 | 6 | 7 | 8 | Total |
| ----------------------------------- | - | - | - | - | - | - | - | - | ----- |
| Grande-Bretagne (Soutar / Brewster) | 2 | 1 | 0 | 0 | 3 | 0 | 1 | 0 | 7     |
| Danemark (Schmidt / Schmidt)        | 0 | 0 | 2 | 2 | 0 | 1 | 0 | 1 | 6     |

## Tableau des médailles
| Rang  | Nation          | Or | Argent | Bronze | Total |
| ----- | --------------- | -- | ------ | ------ | ----- |
| 1     | Grande-Bretagne | 2  | 0      | 0      | 1     |
| 2     | Danemark        | 0  | 2      | 0      | 1     |
| 3     | Suisse          | 0  | 0      | 1      | 1     |
| 3     | États-Unis      | 0  | 0      | 1      | 1     |
| Total | Total           | 2  | 2      | 2      | 6     |